# هری پنل
هری پنل (انگلیسی: Harry Pennell; ۱ ژانویهٔ ۱۸۸۲ – ۳۱ مهٔ ۱۹۱۶) گردشگر اهل پادشاهی متحد بریتانیای کبیر و ایرلند بود.